# Adolph Harbou
Andreas Paul Adolph Harbou (født 3. februar 1809 i København, død 24. juni 1877 i Gera) var en slesvig-holstensk departementschef og tysk politiker, bror til Johannes Harbou.
Han var søn af kammerherre, toldforvalter i Rendsborg Frederik Hans Walter Harbou (1765-1832) og Anne Marie Callumore, f. Prætorius (1777-1844) og født i København, hvor han gik i skole til sit 16. år. 1828 blev han dimitteret fra Rendsborg Skole, studerede i Kiel, Berlin og Göttingen og tog 1832 juridisk eksamen i Kiel, blev straks auskultant i Slesvig Overret, 1834 kontorchef i regeringen i Slesvig og 1846 regeringsråd. 1847 blev han Ridder af Dannebrog. Ved oprørets udbrud 1848 indsatte den provisoriske regering ham sammen med herredsfoged Jacobsen til overordentlig regeringskommissær i Slesvig, og fra august samme år til 1851 var han departementschef i regeringen i Kiel for de indenrigske, tillige i henved 2 år for de udenrigske og de gejstlige anliggender såvel under «Fællesregeringen» som under «Statholderskabet». Han valgtes 1848 i Husum til medlem af «Landesversammlung».
1852 udelukket fra amnestien og frataget sit Ridderkors blev han umiddelbart derefter udnævnt til statsråd af hertug Bernhard II af Sachsen-Meiningen og få år efter til dennes statsminister. 1866 overgik han i samme egenskab til fyrst Henrik LXVII af Reuss (yngre linje) i Gera og døde her 24. juni 1877. Han ægtede 20. juni 1836 Joachime Sophie Anna Mathilde Hensen (7. april 1815 i Slesvig by – 6. april 1887 i Gera), med hvem han havde 13 børn.